# Синдром
Синдром (от гръцкото συνδρομή, букв. „стечение“, „струпване“) е термин от медицината и психологията, който означава съвкупност от признаци, явления и симптоми, свързани с болестно състояние и проявяващи се едновременно. Характерното за синдромите е, че при засичане на един или част от симптомите им, останалите лесно могат да се предположат.

## Някои по-известни синдроми
- Синдром на Аспергер
- Синдром на Клипел-Файл
- Синдром на Корсаков (алкохолна енцефалопатия)
- Синдром на Патау
- Синдром на придобитата имунна недостатъчност
- Синдром на Питър Пан (отказ от емоционално порастване)
- Стокхолмски синдром (заложниците се привързват към похитителите си)
- Синдром Лима (похитителите симпатизират на похитените)
- Синдром на Скумин
- Синдром на Стендал (изпадане в потрес пред произведения на изкуството)
- Синдром на Турет (неврологичен)
- Синдром на хроничната умора